# Liviska

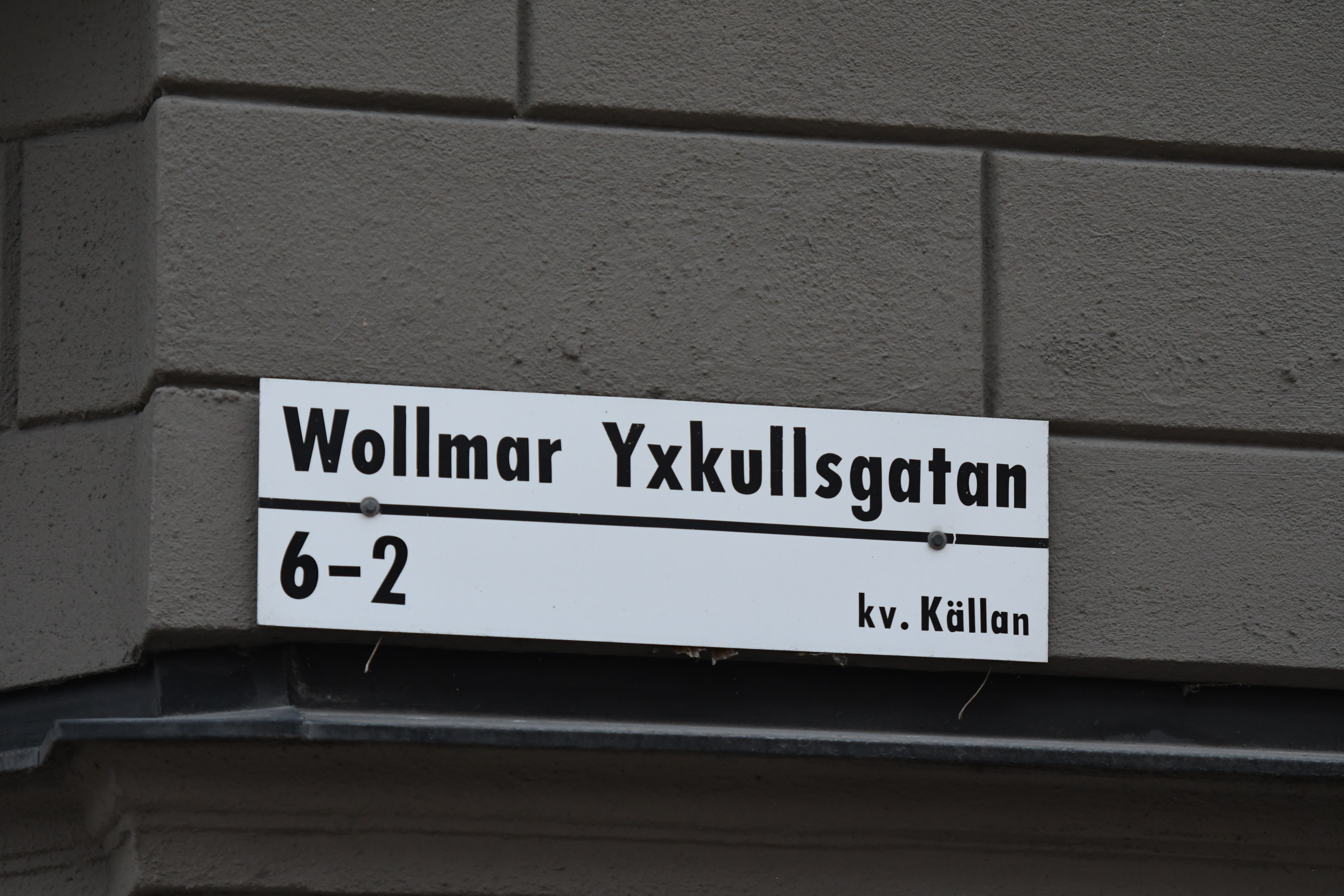
Wollmar Yxkull härstammade från orten Ikšķile, vilket är liviska för en by.

Liviska (eget namn: Livõ kēļ eller Rāndakēļ) är ett östersjöfinskt språk som talas av liver i västra Lettland. Det är ett av de allvarligast utrotningshotade språken i världen för närvarande; det talas bara av omkring 35 personer, varav på sin höjd tio flytande (uppgift från 2009). 
Språket delas i två huvuddialekter och dess närmaste släktspråk är bl.a. estniska och votiska.

## Antal talare och historia

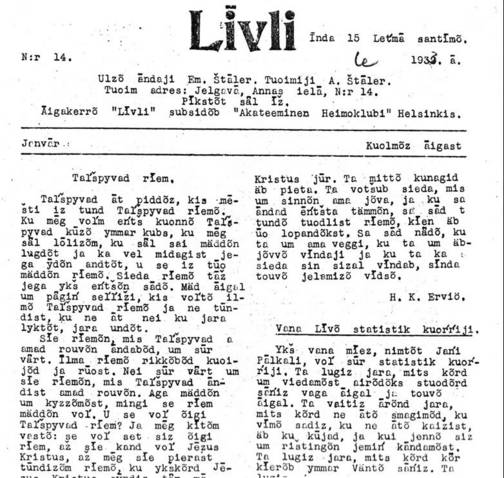
Tidningssida på liviska från 1939

1925 räknades 1238 liver i Lettland och ännu i slutet av 1930-talet fanns 12 liviska byar i Kurland, men till följd av andra världskriget och kollektiviseringen under sovjettiden försvann dessa och med dem grunden för liviskan som vardagsspråk. 
Några liver lär eller har lärt sig språket i ett försök att återuppliva det, men antalet liver och tillfällen att använda språket är få. Äldsta liviskspråkiga boken är 1863 års översättning av Matteusevangeliet. Antal talare är högst 18. Det rapporterades att den sista personen som hade liviska som modersmål, Grizelda Kristiņa, avled i juni 2013. Största delen av liver bor inte mer i sin ursprungliga hemland, År 2021 publicerade Liviska institutet en kort videokurs om grundläggande liviska.

## Status och skriftspråk
Sedan Lettland blev självständigt igen år 1991 har det funnits aktiva försök att bevara språket. Det gäller bl.a. ungdomsgrupper som uppmuntrar folk att använda språket. Den stora variationen av språkkunskaper är dock en uppmaning. Liviska har erkänts som ett ursprungsspråk i Lettland.
Språket skrivs med latinska alfabetet. För första gången översattes Bibeln i sin helhet till liviska år 1689.
Det liviska alfabetet består av 39 bokstäver:
Versaler:
A Ā Ä Ǟ B D Ḑ E Ē F G H I Ī J K L Ļ M N Ņ O Ō Ȯ Ȱ Õ Ȭ P R Ŗ S Š T Ț U Ū V Z Ž
Gemener:
a ā ä ǟ b d ḑ e ē f g h i ī j k l ļ m n ņ o ō ȯ ȱ õ ȭ p r ŗ s š t ț u ū v z ž

## Fonologi
Det finns ett fenomen i liviska som liknar på danskans stød som kan göra skillnad mellan två ord: vannō (att svära) ≠ va’nnō (gammal), lēḑ (boll) ≠ lē’ḑ (löv).

### Konsonanter
|             |             | Labial | Dental | Palatal | Velar  | Glottal |
| ----------- | ----------- | ------ | ------ | ------- | ------ | ------- |
| Nasal       | Nasal       | m      | n      | ɲ       |        |         |
| Klusiv      | Klusiv      | p \| b | t̪ \| d̪ | c \| ɟ  | k \| g |         |
| Frikativ    |             | f \| v | s \| z | ʃ \| ʒ  |        | h       |
| Tremulant   | Norm.       |        | r      |         |        |         |
| Tremulant   | Pal.        |        | rʲ     |         |        |         |
| Lateral     | Lateral     |        | l      | ʎ       |        |         |
| Approximant | Approximant |        |        | j       |        |         |

Källa:

### Vokaler
|              | Främre | Central | Bakre |
| ------------ | ------ | ------- | ----- |
| Sluten       | i \| y | ɨ       | u     |
| Halvsluten   |        |         | ʊ     |
| Mellansluten | e ~ ɛ  |         |       |
| Mellanöppen  | e ~ ɛ  |         |       |
| Halvöppen    | æ      |         |       |
| Öppen        |        |         | ɑ     |

Alla vokaler förutom [ɛ] kan realiseras som både korta och långa.
Källa:

## Grammatik och lexikon
Räkneord 1-10 på liviska:
| 1   | 2    | 3     | 4    | 5   | 6   | 7    | 8      | 9     | 10  |
| --- | ---- | ----- | ---- | --- | --- | ---- | ------ | ----- | --- |
| ikš | kakš | kuolm | nēļa | vīž | kūž | seis | kōdõks | īdõks | kim |